# 1836 na literatura

## Nascimentos
| Data        | Nome                              | Profissão           | Nacionalidade | Observações | Ref |
| ----------- | --------------------------------- | ------------------- | ------------- | ----------- | --- |
| 12 de Julho | Franklin Dória, o Barão de Loreto | político e escritor | Brasil        | m. 1906     |     |

## Mortes
| Data       | Nome           | Profissão           | Nacionalidade | Observações | Ref |
| ---------- | -------------- | ------------------- | ------------- | ----------- | --- |
| 7 de Abril | William Godwin | filósofo e escritor | Inglaterra    | n. 1756     |     |

## Novos livros
- Karl Borzowoj Presl - Tentamen Pteridographiae
- Karl Borzowoj Presl - Prodromus Monographiae Lobeliacearum
- Charles Dickens - The Pickwick Papers
- Alexandre Herculano - A Voz do Profeta